# Harriet Hosmer
Harriet Goodhue Hosmer (ur. 9 października 1830 w Watertown, zm. 21 lutego 1908 tamże) – amerykańska rzeźbiarka neoklasycystyczna, jedna z czołowych rzeźbiarek działających w Rzymie w XIX wieku.

## Życiorys

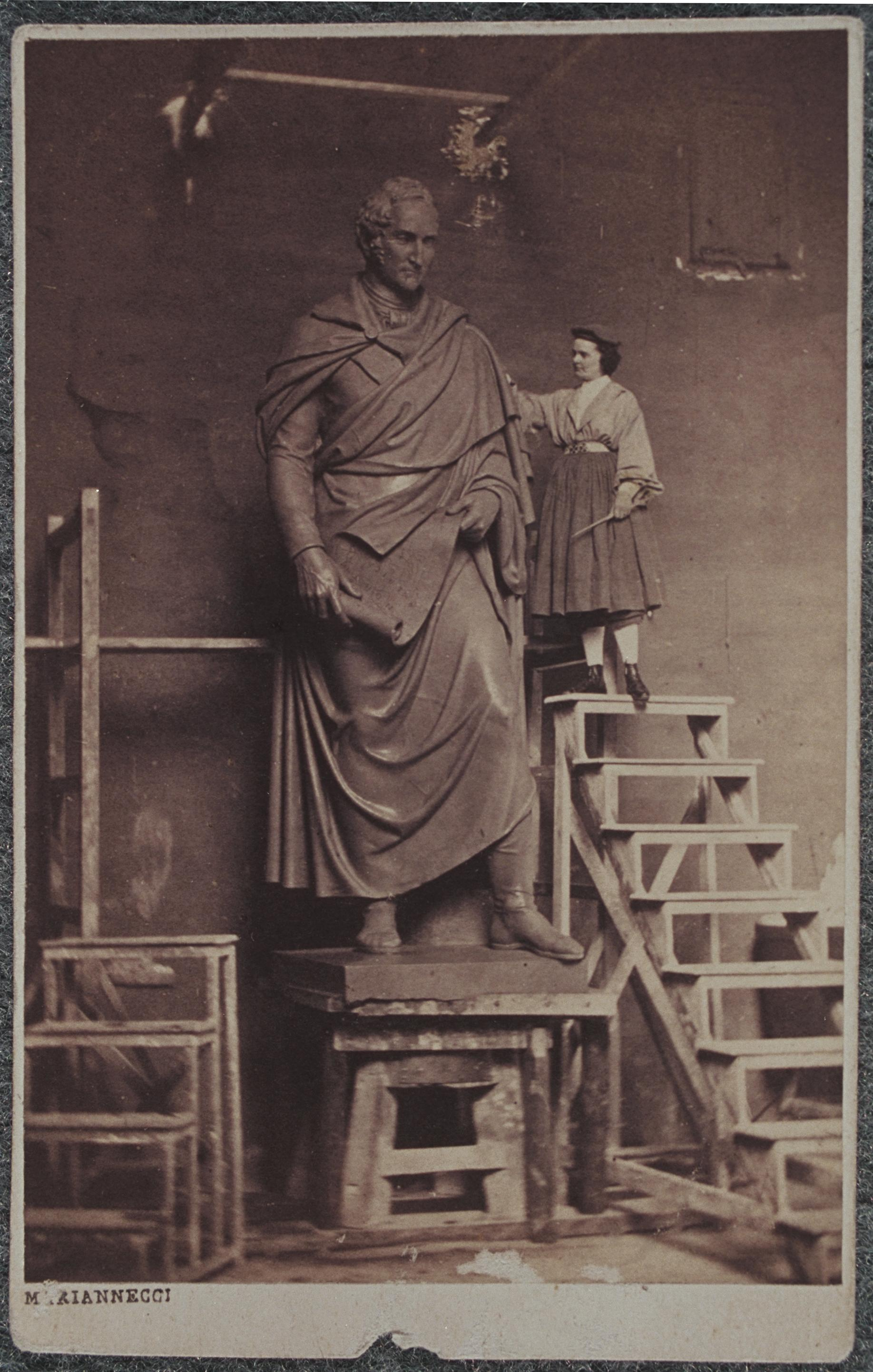
Hosmer przy pomniku Thomasa Harta Bentona, ok. 1861–1862

Urodziła się 9 października 1830 roku w Watertown, w rodzinie lekarza Hirama Hosmera i Sarah Gran. Po śmierci matki i rodzeństwa na gruźlicę Harriet została wychowana przez ojca, który zapewnił jej szerszy rozwój intelektualny i fizyczny, niż zwyczajowo przyjęto dla dziewcząt z klasy średniej. Młoda Harriet była znana w swym środowisku z odwagi i niekonwencjonalnego zachowania, przejawiającego się m.in. zainteresowaniem aktywnością fizyczną na wolnym powietrzu, w tym jazdą konną i strzelaniem. Rzeźbą zainteresowała się podczas nauki w szkole żeńskiej w Lenox. Po powrocie do domu w 1849 roku pobierała lekcje u artysty neoklasycystycznego Petera Stephensona.
Zachęcona przez aktorkę Fanny Kemble do rozwijania talentu rzeźbiarskiego, stworzyła w domu własną pracownię. Jako początkująca artystka postanowiła studiować anatomię, jednak jej podania zostały odrzucone przez uczelnie medyczne z okolic Bostonu, ponieważ nie przyjmowano kobiet na ten kierunek. Finalnie rozpoczęła naukę anatomii w Washington University in St. Louis. W 1852 roku, po powrocie ze studiów w rodzinne strony, wykonała pierwszą rzeźbę z marmuru: popiersie Hesper, the Evening Star, po czym wyjechała do Rzymu, gdzie rozwijała się w pracowni brytyjskiego rzeźbiarza Johna Gibsona.
We Włoszech Hosmer należała do kręgu wykształconych, niezależnych zawodowo przyjaciółek aktorki Charlotte Cushman. Utrzymywała stosunki z Emmą Stebbins, Vinnie Ream Hoxie, Robertem i Elizabeth Barrett Browning, Nathanielem Hawthornem czy Williamem Wetmore’em Story. Wkrótce rzeźby przyniosły Hosmer międzynarodowy rozgłos. Została jedną z czołowych rzeźbiarek tworzących w Rzymie w XIX wieku, a jej najlepsze prace powstały między połową lat 50. i 60. W 1858 roku założyła własną pracownię, w której z czasem nadzorowała pracę ponad dwudziestu pracowników. Tworzyła przede wszystkim rzeźby kobiet – postaci literackich i historycznych – w których często podkreślała takie cechy, jak intelekt, czy sprzeciw wobec władzy. Jej pierwszym dziełem w Rzymie była Daphne, która znajduje się współcześnie w zbiorach Metropolitan Museum of Art. Tworzyła także pomniki, w tym statuę przedstawiającą senatora Thomasa Harta Bentona, która należy do nielicznych prac Hosmer wykonanych z brązu. Jako pierwszy artysta amerykański otrzymała zlecenie na rzeźbę sakralną w Rzymie, dla bazyliki św. Andrzeja „delle Fratte”. Do jej twórczości należą także popularne rzeźby na podstawie fantazyjnych motywów, takie jak Puck (1856), który doczekał się przeszło trzydziestu marmurowych kopii, a jeden z egzemplarzy nabył książę Walii, przyszły król Edward VII. Z kolei jej rzeźba Zenobia, Queen of Palmyra, którą zaprezentowano w Londynie w 1862 roku, spotkała się z tak dużym zainteresowaniem, iż powstały liczne kopie w formie popiersi, by nadążyć za popytem. W jej pracach widać uwagę, jaką przywiązywała do układu draperii i do anatomii. Choć tworzyła w duchu neoklasycyzmu, nie unikała ornamentu. Wraz z rzeźbiarkami Edmonią Lewis i Emmą Stebbins została opisana przez pisarza Henry’ego Jamesa.
Do końca XIX wieku Hosmer mieszkała przede wszystkim w Londynie, odwiedzając jednak często Rzym; prowadziła dużą pracownię i uzyskała niebagatelne zarobki ze swojej pracy. Przestała tworzyć w latach 90., a na początku XX wieku powróciła do rodzinnego Watertown. Pod koniec życia skupiła się na poszerzaniu wiedzy naukowej i majsterkowaniu przy wynalazkach technicznych.
Zmarła 21 lutego 1908 roku w Watertown.

## Galeria

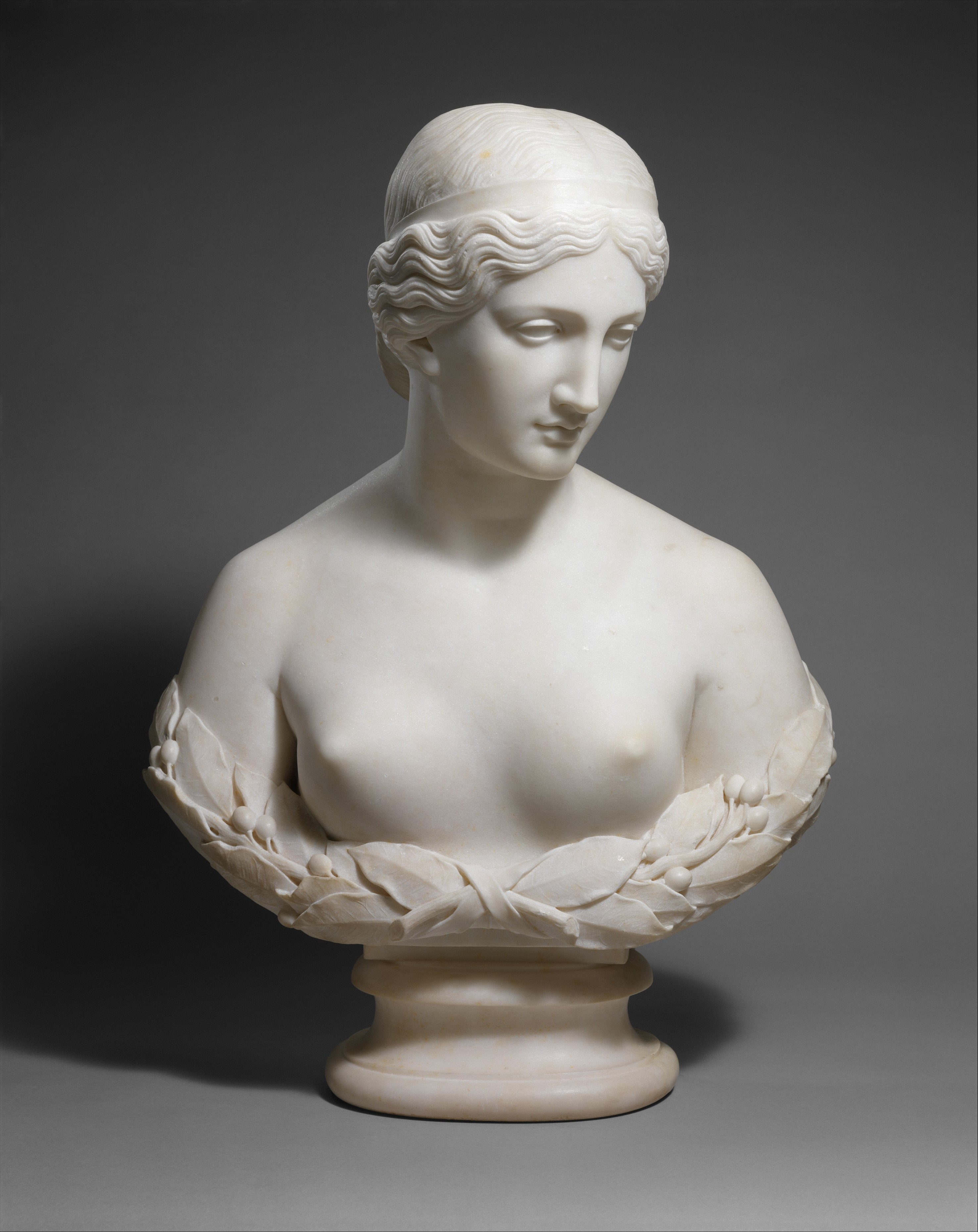
Daphne, 1853, Metropolitan Museum of Art
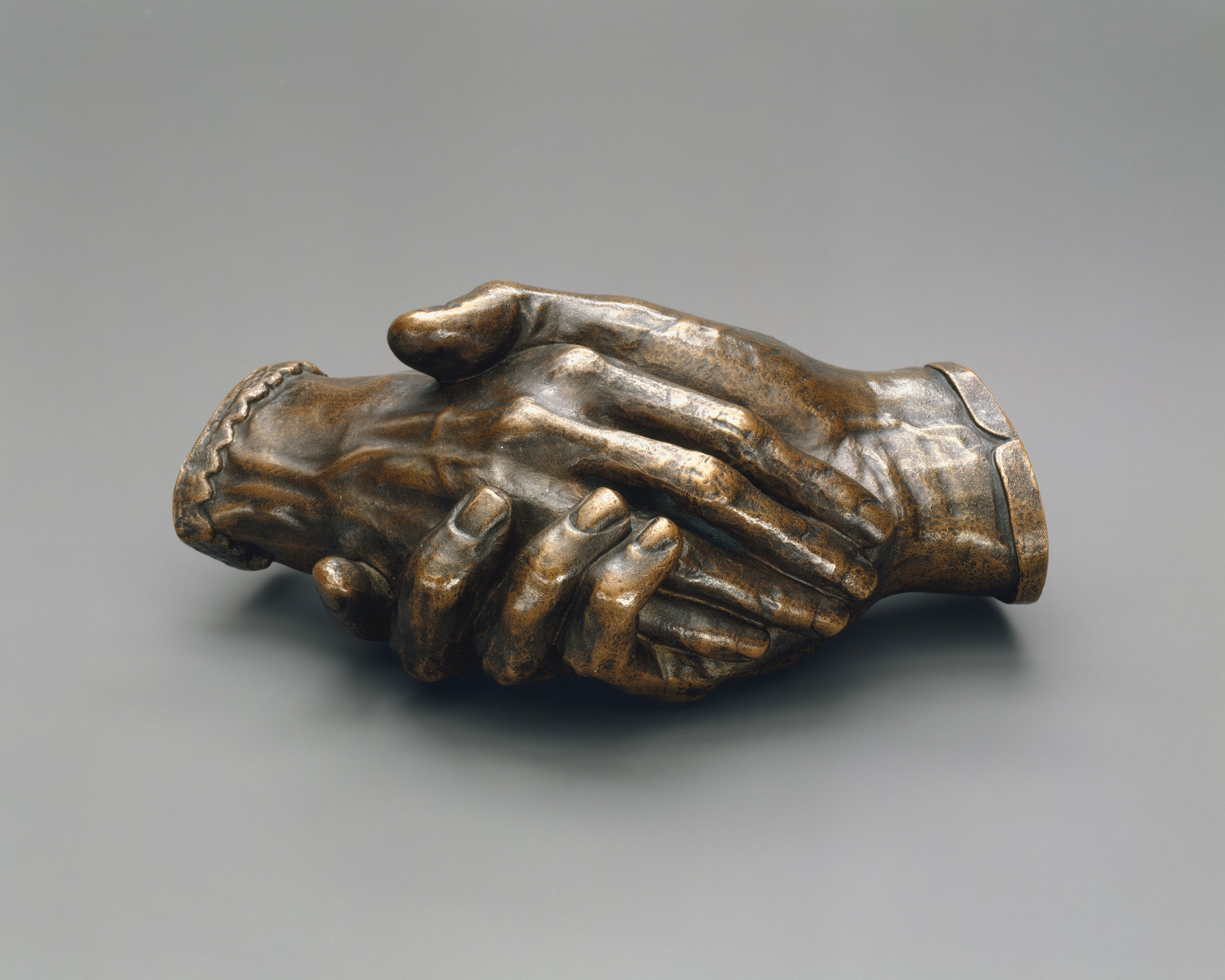
Dłonie Roberta i Elizabeth Barrett Browning, 1853, Metropolitan Museum of Art
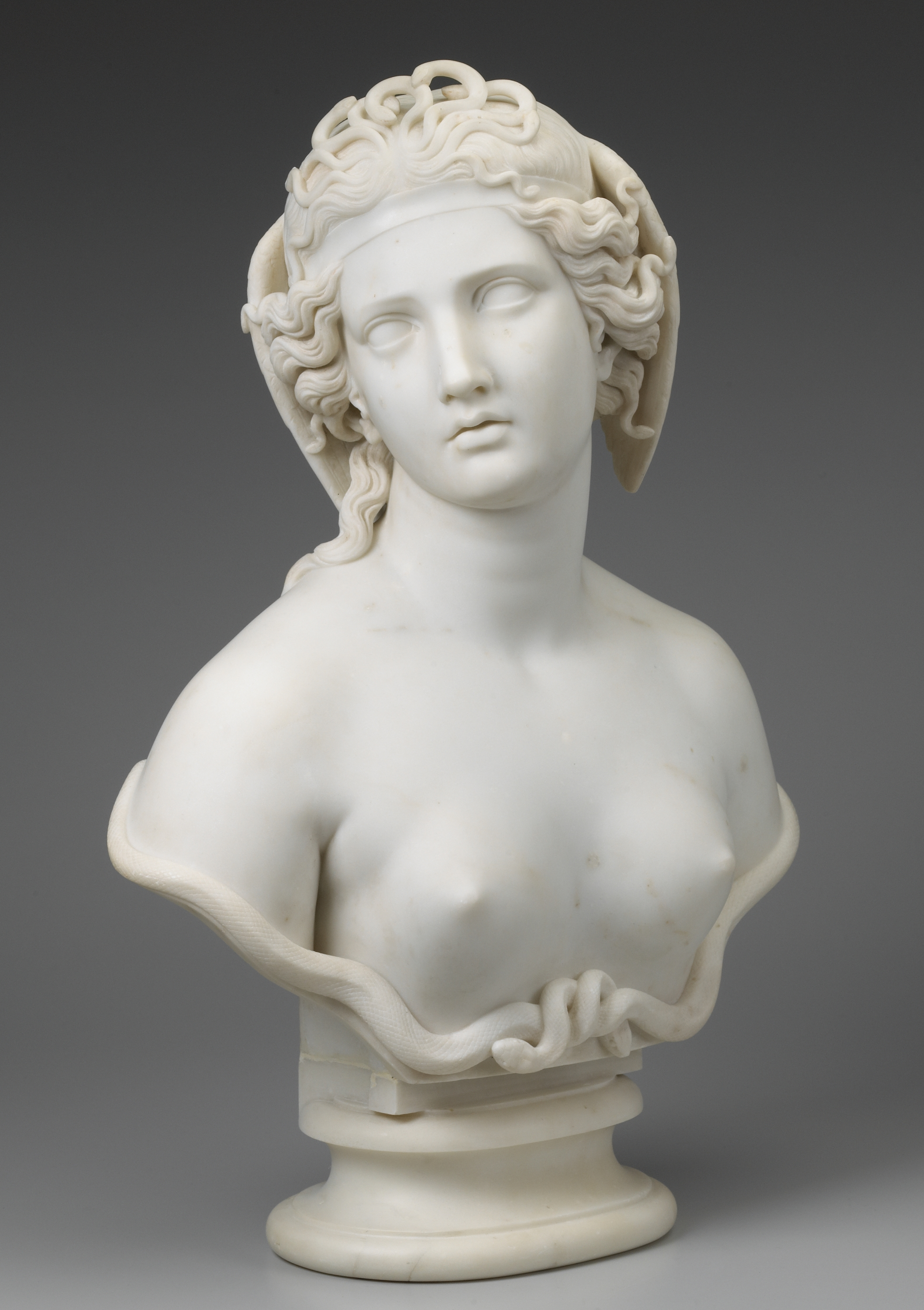
Medusa, ok. 1854, Minneapolis Institute of Art
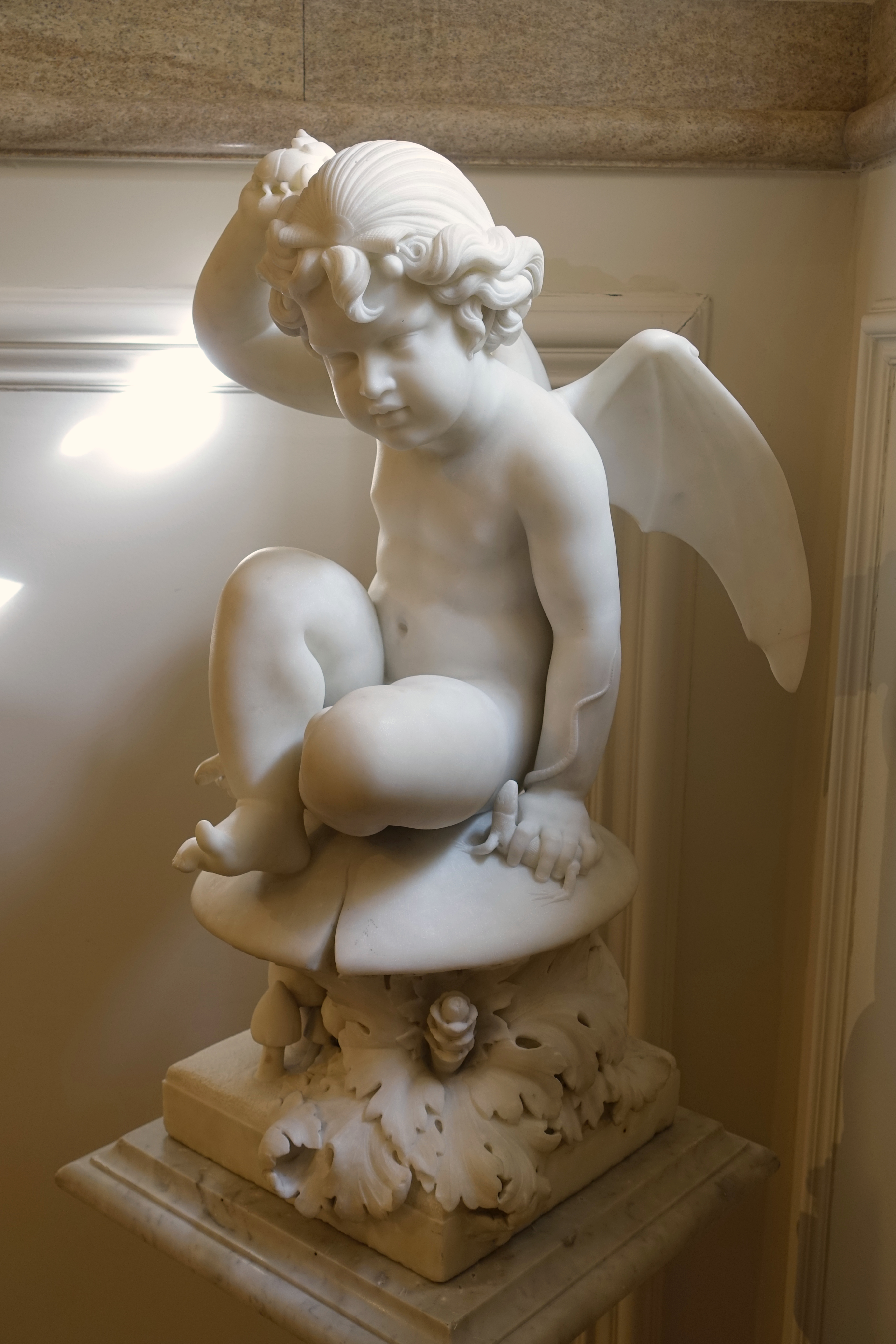
Puck, wzór z 1854 roku, wyrzeźbiony przed 1865, Addison Gallery of American Art
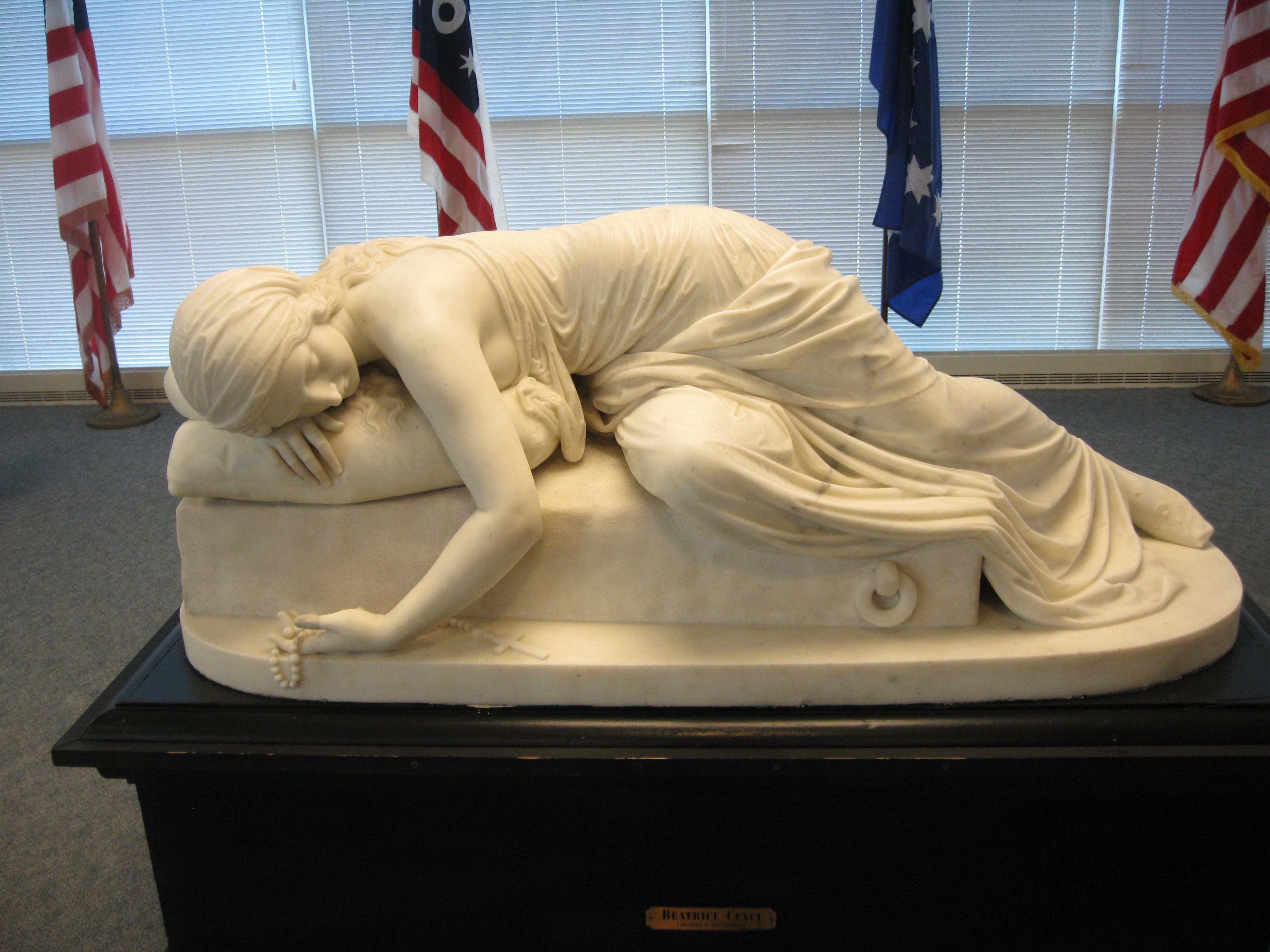
Beatrice Cenci, 1857, Mercantile Library, University of Missouri-St. Louis